# 成都市域铁路
成都市域铁路为成都多层次轨道交通的一个层级，用于连接成都市区与周边远郊县市区、并实现成都平原都市圈各城市之间的便捷联系。该层级下现有两个主要系统，即基于国铁制式，由成都交投持有并委托国铁成都局运营的成都市域铁路公交化系统，和基于地铁制式，由成都轨道交通集团主导建设运营的成都平原城市群轨道交通系统。两个系统各自运营管理，但皆由国家发改委在市域铁路层面统一审批，共同构成成都都市圈的市域铁路网络。

## 成都市域铁路公交化
成都市域铁路公交化是成都交投主导，委托国铁成都局集团运营的国铁制式电气化市域铁路系统。该系统包括新建专用市域铁路、既有铁路通勤化改造、既有铁路加密列车开行等多种建设运营形式，支付方式亦包括国铁实名制对号入座、铁路e卡通、天府通等多种形式。
成都市域铁路公交化系统现有成灌、成蒲两条专用市域线路，未来，成都市还将改造或新建若干市域铁路，实现“二环九放”格局，联络成都平原各城市。

### 已有线路

#### 新建线路
- 成灌铁路：成都站出发经郫都区到都江堰市、彭州市的市域快速铁路，最高运营速度200km/h，包括主线与离堆、彭州两条支线。主线与支线合计长94.2km，共有21座车站。成灌铁路主线2010年5月12日通车、离堆支线2013年7月23日通车、彭州支线2014年4月30日通车。
- 成蒲铁路：成都西站出发经温江、崇州、大邑、邛崃至蒲江的市域快速铁路，最高运营速度200km/h。线路长98km，共有12座车站。成蒲铁路2018年12月26日与成雅铁路一并开通并贯通运营。

#### 国铁公交化运营
- 成绵乐城际铁路公交化：2020年9月起，成都市联合绵阳、德阳、眉山、乐山通过租赁或购买车辆，向成绵乐城际铁路投放“天府号”CRH6A-A动车组加密班次运营。
- 成雅铁路公交化：2020年9月起，成都市联合雅安通过租赁或购买车辆，向成雅铁路投放“天府号”CRH6A-A动车组加密班次运营。[2]

### 在建和规划线路
- 成都枢纽环线公交化改造：利用既有成都枢纽环线（长55.13公里），设站14座（新建8座：驷马桥、致兴路、成南高速、新成龙路、武侯大道、草金路、蜀西路、洞子口，改造或利用6座：成都、成都东、成都南、红牌楼、成都西、安靖），作为成都市重要的市区通勤铁路和各市域铁路的枢纽线路[3]。
- 宝成铁路（成都-青白江-金堂）公交化改造：利用宝成铁路成都-青白江段，并新建青白江-金堂段，构成连接成都市区与新都、青白江、金堂的市域铁路。线路全长48.4km，设站8座，设计运营速度120-160km/h。[4]

## 成都平原城市群轨道交通
成都平原城市群轨道交通为成都轨道交通集团主导投资建设的地铁制式市域轨道交通系统，由原成都地铁规划中部分远郊线路演变而来。该系统与成都地铁既有线路保持技术标准一致，在成都市内与成都地铁网络实现换乘并保留贯通运行条件。
成都平原城市群轨道交通已有S3资阳线營運，S5眉山线、S11德阳线开工建设，S13龙泉至天府机场线获批复。该系统计划远期（2035）建成7条线路，远景（2050）建成19条线路，实现对成都远郊和周边城市的覆盖。
- S3线：原资阳线。从天府国际机场出发经过临空经济区站、娇子大道站、苌弘广场站、宝台大道站终于资阳北站。
- S5线：原39号线、眉山线。连接成都天府新区和眉山市。
- S11线：原40号线。自金牛区成都地铁火车北站出发沿天府大道北延线连接新都、青白江、广汉三星堆和德阳市区。
- S13线：原13号线东段。连接成都市龙泉驿区和简阳市东部新区、成都天府国际机场。[6]